# Korvkaka
Korvkaka är en maträtt från Västergötland som bland annat innehåller lever, korngryn, ägg, mjölk, russin och ibland fläsk. Rätten omtalas första gången i Cajsa Wargs kokbok från 1765. Den gräddas i ugn och äts med till exempel kokt potatis och lingonsylt. Rätten innehåller paradoxalt nog inte korv, men kan ha fått sitt namn av att den i princip är en korvsmet som man gräddar i ugnen, i stället för att den stoppas in i fjälster. Korvkaka är en typisk västgötsk maträtt. En finländsk motsvarighet till korvkaka är leverlåda.

## Kuriosa
I Åke Holmbergs bok Ture Sventon i öknen bjuds Ture Sventon på korvkaka av kylskåpsingenjören Hjalmar Hjortron.
När det serverades korvkaka vid Bohusläns regemente i augusti 1954 gick 700 soldater ut i matstrejk.